# Логика

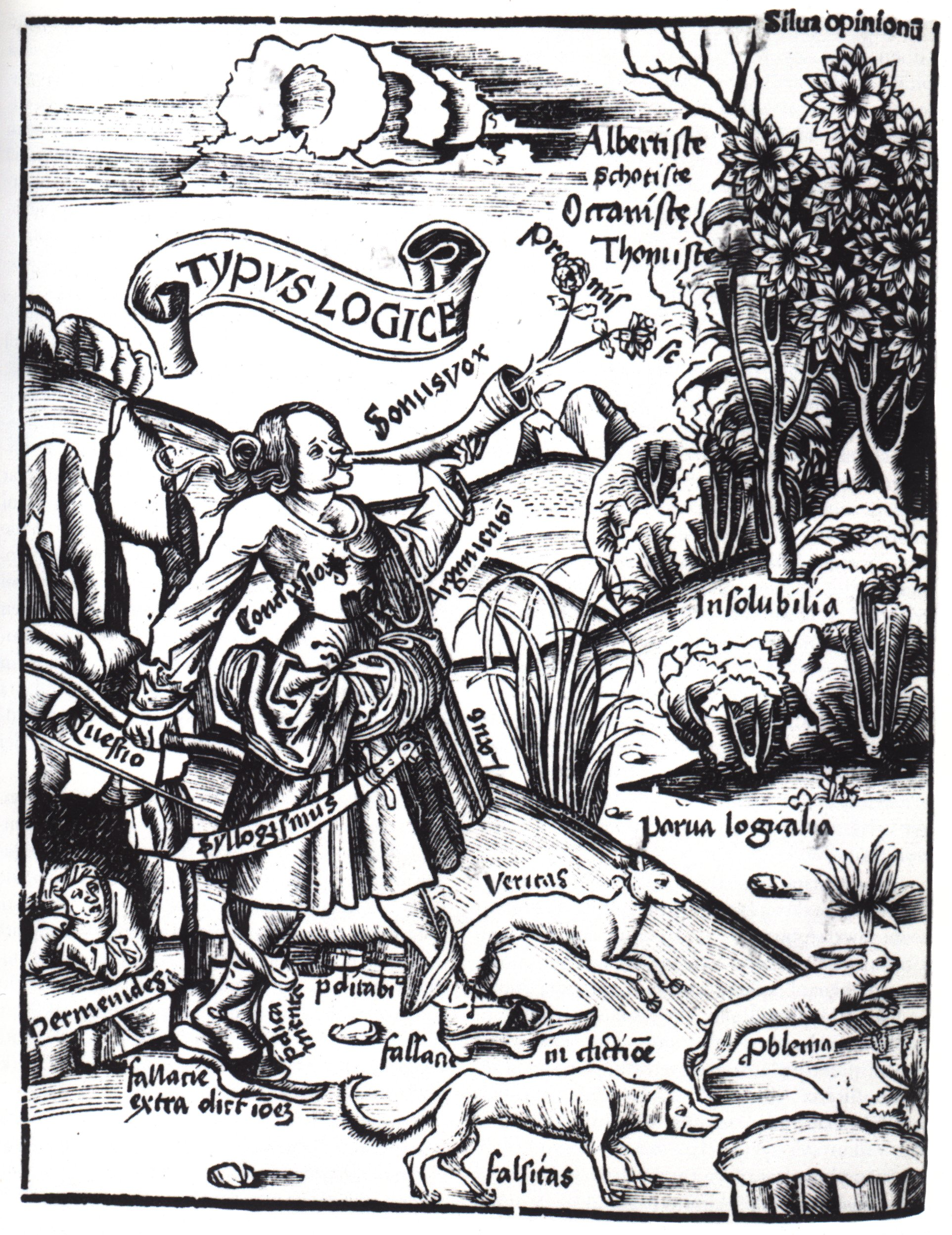
Грегор Рейш. «Логика представляет её центральные темы», Margarita Philosophica, 1503/08 (?). Две собаки veritas и falsitas преследуют зайца problema, логика, вооружённая саблей-силлогизмом, спешит позади. Слева внизу в гроте изображён Парменид, с которым логическая аргументация проложила себе путь в философию.

Ло́гика (др.-греч. λογική — «наука о правильном мышлении»; «способность к рассуждению»; от λόγος «учение, наука») — философская дисциплина и формальная нормативная наука о законах, формах и приёмах интеллектуальной деятельности.
Логика как наука возникла в недрах древнегреческой философии. Далее в течение почти двух с половиной тысячелетий до второй половины XIX века логика изучалась как часть философии и риторики. Начало современной логики, построенной в форме исчисления, положил Г. Фреге в сочинении «Begriffsschrift» («Запись в понятиях», в другом переводе — «Исчисление в понятиях», 1879).
Основная цель логики и её функция: сохранить в неизменном виде законы выведения последующих утверждений из предыдущих. При этом истинность выводов зависит только от истинности входящих в вывод утверждений и от правильной их связи между собой. Изучая, как одни мысли следуют из других, логика выявляет законы мышления.
Кроме главного значения, как науки, изучающей законы мышления со стороны формы мыслей, а не их содержания, слово «логика» обладает также близкими, но более специализированными значениями «внутренняя закономерность, присущая тем или иным явлениям» или «правильный, разумный ход рассуждений». В частности, этим словом может называться следующее:
- в процессе мышления — когда говорится о логичном и нелогичном мышлении, где последовательность утверждений соответствует изученным в логике схемам, в отличие от полностью бессвязных и рассуждений по аналогии с произвольными понравившимися автору образами или стереотипами;
- в электронике — вид схем, предназначенных для обработки информации и управления, в отличие от силовых схем трансформации и распределения энергии, и маломощных, но обрабатывающих атомарные сигналы: фильтрации, регистрации, генерации;
- в произвольных явлениях — приписываемая или обнаруженная в их функционировании определённая схема, повторяющийся в процессах шаблон, которые могут быть описаны в логических категориях: состояние, подчинение, отражение, зависимость и т. п.

## Основные сведения
Интеллектуальную деятельность, мышление изучают многие науки, в частности: психология, эпистемология, психолингвистика. Среди всех таких наук логика занимает особое место. В ней, в отличие от других наук, законы мышления изучаются со стороны формы мыслей, а не их содержания.
Логика изучает такие формы мысли, а также их вербальные, символьные (знаковые) представления, которые находятся в корректном отношении (истинности, случайности, возможности, необходимости и т. д.) к положению дел в реальном мире, и которые, будучи применены к совокупностям корректных по форме мыслей (представлений), вновь приводят к корректным мыслям (представлениям).
К основным изучаемым в логике формам мысли относятся корректные рассуждения, включая такие их составляющие, как доказательства и опровержения.
Таким образом, логика изучает способы вывода новых истинных знаний не из непосредственно данного чувственного опыта, а из знаний, полученных ранее.
Характерной чертой современной логики является антипсихологизм. Если в ХIX веке часто логика рассматривалась как часть психологии (Т. Липпс, Хр. Зигварт), то Г. Фреге показал, а под его влиянием Э. Гуссерль убедительно подтвердил, что это не так, что логика базируется на собственном основании, природа которого не психологическая. В то же время при анализе формулируемых субъектом оценочных предложений необходимо учитывать его знания, верования, убеждения. Для изучения таких предложений требуется строить специальные логики, включающие субъект.
Изучение правил корректного мышления с применением символических представлений является областью исследований символической логики. Представления правил и операций корректного мышления в виде формализованных структур исследуются в формальной логике. Формализованные структуры, отражающие формальные аспекты корректного мышления и удовлетворяющие требованиям к математическим структурам, а также другие близкие к ним математические структуры изучаются в математической логике.
Символы применял ещё Аристотель, а также все последующие учёные-логики. По-видимому, термин «символическая логика» впервые был применен Дж. Венном в 1880. Иногда термин «символическая логика» используется как синоним термина «математическая логика». Определение «формальная» для логики, занимающейся анализом формальной стороной структуры высказываний и доказательств, было введено И. Кантом для отграничения её по главной особенности от других видов логик.
Математическая логика представляет собой раздел математики, объединяющий исследования логических проблем с применением математических средств, что позволяет изучать формальную сторону корректного связного мышления более точно. Под современной логикой понимается именно математическая логика. Также утверждается, что «современная логика является логикой по предмету, и математикой по методу», и таким образом логика представляет собой отдельную сущность, не являющуюся частью математики. В настоящее время символьная, формальная и математическая логики часто рассматриваются как синонимы, особенно с добавлением «современная».
Поэтому исследования логических вопросов с использованием средств естественного языка в философии продолжаются, но уже дополнительно с применением идей и аппарата математической логики. Это позволяет прояснить основания логики более глубоко. Также это позволяет провести более глубокий и точный анализ и осмысление некоторых понятий и проблем философии. Такие исследования в философии дают новые импульсы к развитию современной логики.
Логические исследования в современной философии не образуют целостной её области, а представляют собой совокупность отдельных логико-философских работ, которые, тем не менее, объединяются в раздел, называемый философской логикой. В Новой философской энциклопедии (НФЭ) ИФ РАН таким образом понимаемой философской логике выделяются две части: собственно «философская логика», изучающая философские проблемы средствами современной логики и «философия логики», исследующая основания логики средствами философии. При этом утверждается, что зачастую одно подменяется другим, хотя это два разных направления исследований. Другие исследователи под философской логикой (точнее, под философскими логиками) понимают неклассические логики, в которых изучаются типы рассуждений, а также стороны познавательного процесса, в том числе требующие применения модальностей, не учитываемых в классических логиках, базирующихся на двузначном принципе. В то же время в НФЭ ИФ РАН утверждается, что философская логика трактовалась как модальная (являющаяся частью совокупности неклассических логик) только первоначально. Также в этой энциклопедии выражается мнение, что различными специалистами философская логика понимается по-разному, и скорее, по-своему. Даже если она и выделяется как особая научная дисциплина, её предмет, границы применения и методы однозначно определить не удаётся.
По мнению В. А. Бочарова и В. И. Маркина, логика как наука включает множество частных различающихся логик. Более того, таких логик бесконечно много. Эти логики базируются на различных совокупностях типов отношений вещей и способов анализа, принятии разных предпосылок, абстракций и идеализаций, соответствующих использованной точки зрения, ракурсу взгляда и оценки объективной реальности. Однако никакие теоретические построения, на каких бы совокупностях абстракций и идеализаций они бы не основывались, не могут охватить полностью всю реальность — реальность всегда остается более богатой и динамичной, чем любые теории. Всё это приводит к постоянному появлению новых логик, логических теорий, направленных на исследования вновь открытых типов рассуждений, высказываний, правил и законов, базирующихся на различных совокупностях исходных предпосылок. Таким образом осуществляется постоянное развитие логики в целом, как науки.
Логика лежит в основе всех наук и используется в качестве одного из основных их инструментов. Как было сказано выше, логика образует разделы философии и математики; раздел булевой алгебры — классической математической логики — является одной из основ информатики.
По мнению В. А. Бочарова, в логике выделяются следующие основные разделы: теория рассуждений (включает теорию дедуктивных рассуждений и теорию правдоподобных рассуждений), металогика и логическая методология.
Изучение мыслительной деятельности в логике сопряжено с исследованием языковых конструкций вербальных представлений мыслей в логической семиотике, при этом в аспекте синтаксиса в логической синтактике, семантики — в логической семантике и прагматики — в логической прагматике.

## История логики
Подобно тому как умение говорить существовало ещё до возникновения науки грамматики, так и искусство правильно мыслить существовало задолго до науки логики. Логические операции: определение, классификация, доказательство, опровержение и другие — постоянно применяются людьми в их мыслительной деятельности, часто неосознанно и с погрешностями. Некоторые склонны считать собственное мышление естественным процессом, не требующим анализа и контроля больше, чем, скажем, дыхание или движение, но реальное мышление не сводится просто к логической последовательности. В процессе решения возникающих задач также существенны: интуиция, эмоции, образное видение мира, эвристика и многое другое. Однако не полная строгость мышления ещё не значит, что в нём логика не применяется.
Хотя многие культуры выработали сложные системы рассуждения, логика как эксплицитный анализ методов рассуждения получила основательное развитие изначально только в трёх традициях: в китайской, индийской и греческой. Хотя точные даты возникновения и этапов развития логики в перечисленных традициях не слишком достоверны (особенно в случае Индии). Современная логика, разработанная формально изощрённо, происходит в конечном счёте из греческой традиции (аристотелевской логики), которая, однако, была воспринята не непосредственно, а через арабо-мусульманских философов и средневековых европейских логиков и их комментаторскую деятельность.
Можно выделить следующие исторические и региональные формы логики (приведены также их наименования, исторически существовавшие и принятые в литературе по истории формальной логики):
- Древнекитайская логика.
- Индийская логика.
- Европейская и ближневосточная логика: традиционная логика (в широком смысле)
  - Античная и раннесредневековая логика: диалектика;
  - Средневековая логика:
    - Арабская и еврейская средневековая логика;
    - Восточнохристианская средневековая логика;[16]
    - Западноевропейская средневековая логика: схоластическая логика, диалектика

  - Логика европейского Возрождения; диалектика;
  - Логика Нового времени: традиционная логика (в узком смысле), формальная логика.
- Современная логика (общемировая, со второй половины XIX века): математическая логика, символическая логика, логистика (последнее — как правило, в западной литературе).

Логика в своём развитии прошла три порога:
- порог формализации рассуждений (во всех трёх традициях);
- введение условных (символических, буквенных и числовых) обозначений (только европейская традиционная логика);
- научная революция, с которой началась современная логика, — математизация (внесение в логику математических методов).

### Логика в Древнем Китае
Основные методологические исследования логической тематики древнекитайской философии были направлены на логико-лингвистический анализ и проблемы полемики, в их числе: определение терминов, иерархизация категорий, выявление парадоксов, классификация правильных высказываний и многое другое. В целом эти исследования носят протологический характер, относясь к диалектике в изначальном смысле этого слова (использовался термин «бянь», который мог означать и красноречие, и спор, и диалектику). Важнейший вклад сделан представителями «школы имён» (мин цзя), школы моистов (мо цзя) и философом Сюнь-цзы.
Современник Конфуция Мо-цзы («Учитель Мо», «Мудрец Мо»; V—IV вв. до н. э) был известен как основатель моизма (школы мо цзя), представители которой занимались поиском источников достоверного рассуждения и условий его правильности. В области аргументации они предпочитали разработку рассуждения по аналогии разработки дедукции. В процессе анализа семантики языка моисты разработали метод классификации имён по степени их общности и деления вещей по видам (метод «трёх правил», «трёх фа»).
Одно из ответвлений моизма, логики (мин цзя, школа имён, V—III вв. до н. э), приступило к исследованию собственно формальной логики (её представители подошли к открытию категорического силлогизма ранее или одновременно с её формулировкой Аристотелем).
Позднее, при династии Цинь, эта линия исследований исчезла в Китае, поскольку тогда философия легизма жестоко подавляла все остальные философские школы. Вновь логика в Китае появилась только с проникновением туда индийской логики буддистов и далее сильно отстала от развития европейской и ближневосточной логики.

### Индийская логика
Истоки логики в Индии можно проследить в грамматических текстах V века до н. э.. Две из шести ортодоксально-индуистских (ведийских) школ индийской философии — ньяя и вайшешика — занимались методологией познания из этого проблемного поля и выделилась логика.
Само название школы «ньяя» значит «логика». Главным её достижением была разработка логики и методологии, ставших впоследствии общим достоянием (ср. аристотелевская логика в Европе). Основным текстом школы были Ньяя-сутры Акшапады Гаутамы (II век н. э.). Поскольку ньяики считали единственным путём освобождения от страданий достижение надёжного знания, они разрабатывали тонкие методы отличения надёжных источников знания от ложных мнений. Есть только четыре источника знания (четыре праманы): восприятие, умозаключение, сравнение и свидетельство. Строгая пятичленная схема умозаключения включала в себя: начальную посылку, основание, пример, приложение и вывод.
Буддийская философия (не входившая в число шести ортодоксальных школ) была главным оппонентом ньяиков в логике. Нагарджуна, основатель мадхьямики («срединного пути»), развил рассуждение, известное как «чатушкоти», или тетралемма. Этот четырёхсторонний аргумент систематически проверял и отклонял утверждение высказывания, его отрицание, соединение утверждения и отрицания и, наконец, отклонение и его утверждения, и его отрицания.
У Дигнаги и его последователя Дхармакирти буддийская логика достигла вершины. Центральным пунктом их анализа было установление (определение) необходимой логической присущности (включённости в определение), «вьяпти», также известное как «неизменное следование» или «убеждение». Для этой цели они развили учение об «апоха» или различении, о правилах включения признаков в определение или исключения их из него.
Школа навья-ньяя («новая ньяя», «новая логика») была основана в XIII веке Ганешей Упадхьяей из Митилы, автора «Таттвачинтамами» («Сокровище мысли о реальности»). Впрочем, и он опирался на работы своих предшественников X века.

### Европейская и ближневосточная логика
В истории европейской логики можно выделить этапы:
- аристотелевский (традиционный) продолжался сотни лет, в течение которых логика развивалась очень медленно;
- схоластический этап развития, пик которого приходится на XIV век;
- нововременной этап.

#### Логика античности
Основателем логики в древнегреческой философии считается древнегреческий философ Аристотель, так как полагается, что он вывел первую логическую теорию. Предшественниками Аристотеля в развитии логической науки в Древней Греции были Парменид, Зенон Элейский, Сократ и Платон. Аристотель же впервые систематизировал доступные знания о логике, обосновал формы и правила логического мышления. Его цикл сочинений «Органон» состоит из шести работ, посвящённых логике: «Категории», «Об истолковании», «Топика», «Первая аналитика» и «Вторая аналитика», «Софистические опровержения».
После Аристотеля в Древней Греции логика также разрабатывалась представителями школы стоиков. Большой вклад в развитие этой науки внесли оратор Цицерон и древнеримский теоретик ораторского искусства Квинтилиан.

#### Логика в Средневековье
По мере приближения к Средним векам логика получала более широкое распространение. Её начали разрабатывать арабоязычные исследователи, например, Аль-Фараби (ок. 870—950 гг.). Средневековая логика называется схоластической, а её расцвет в XIV веке связывают с именами учёных Уильяма Оккама, Альберта Саксонского и Уолтера Берли.

#### Логика в эпоху Возрождения и в Новое время
Этот исторический период в логике отмечается появлением множества крайне значимых для науки публикаций.
Френсис Бэкон в 1620 году опубликовывает свой «Новый органон», содержащий основы индуктивных методов, усовершенствованных позднее Джоном Стюартом Миллем и получивших название методов установления причинных связей между явлениями Бэкона-Милля. Суть индукции (обобщения) — в восхождении (в процессе познания) от частных случаев к общим правилам. Также необходимо искать причины своих ошибок.
В 1662 году в Париже издан учебник «Логика Пор-Рояля», авторами которого являются П. Николь и А. Арно, создавшие логическое учение на основе методологических принципов Рене Декарта.

### Новейшее время
Во второй половине XIX — начале XX были заложены основы математической логики, в которой для исследования истинности предложений естественного языка применяются математические методы. Именно использование математических методов является отличительной чертой, отделяющей современную логическую науку от традиционной.
Основателем математической логики считается Г. Фреге. Огромный вклад в развитие логики в этот период внесли также такие учёные, как Дж. Буль, О. де Морган, Ч. Пирс и др. В XX веке математическая логика оформилась в качестве самостоятельной дисциплины в рамках логической науки и математики.
Начало XX века ознаменовалось становлением идей неклассической логики, многие важные положения которой были предвосхищены и/или заложены Н. А. Васильевым и И. Е. Орловым.
В середине XX века развитие вычислительной техники привело к появлению логических элементов, логических блоков и устройств вычислительной техники, что было связано с дополнительной разработкой таких областей логики и приложений на стыке логики и математики, как проблемы логического синтеза, логическое проектирование и проблемы логического моделирования логических устройств и средств вычислительной техники.
В 80-х годах XX века начались исследования в области искусственного интеллекта на базе языков и систем логического программирования. Началось создание экспертных систем с использованием и развитием автоматического доказательства теорем. Исследовались принципы логического программирования для компьютеров пятого поколения, а также применение языка исчисления предикатов для проектирования баз знаний. Были разработаны методы доказательного программирования для верификации алгоритмов и программ для ЭВМ.
В 80-е годы начались также изменения в образовании. Появление персональных компьютеров в средних школах привело к созданию учебников информатики с изучением элементов математической логики для объяснения логических принципов работы логических схем и устройств вычислительной техники.

## Неформальная, формальная, символическая и диалектическая логика
Неформальная логика (термин принят прежде всего в англоязычной литературе) — исследование аргументации в естественном языке. Одной из главных её задач является исследование логических ошибок — см. Логическая семантика, философская логика, теория аргументации, логический анализ языка. Любой вывод, сделанный на естественном языке, обладает чисто формальным содержанием (смысл рассуждения может быть разделён на форму мысли и собственно содержание), если можно показать, что он является частным применением абстрактного универсального правила, которое отвлекается от всякого конкретного предмета, свойства или отношения. Именно этот вывод с чисто формальным содержанием называют логическим выводом и основным предметом логики. Анализ вывода, который раскрывает это чисто формальное содержание, называется формальной логикой.
Символическая логика изучает символические абстракции, которые фиксируют формальную структуру логического вывода.
Диалектическая логика — наука о мышлении в марксизме. Здесь понятие мышления употребляется в смысле Логоса как предмета античной философии, а диалектическая логика — уже в смысле отдельной науки, как физика или формальная логика. Диалектическое рассуждение учитывает законы формальной логики. Вместе с тем, осуществляя анализ динамики перехода понятий в свою противоположность, оно допускает, что противоположности совпадают, ориентируется на законы диалектики.
В рамках формальной логики имеется группа логик, именуемых неклассическими (иногда также используется термин «альтернативные логики»). Эта группа логик существенно отличается от классических логик путём различных вариаций законов и правил (например, логики, отменяющие закон исключённого третьего, меняющие таблицы истинности и т. д.). Благодаря этим вариациям возможно построение различных моделей логических следствий и логической истины.

## Теория рассуждений
Важнейшим разделом логики является теория рассуждений, в которой наибольшее значение имеет теория дедуктивных рассуждений. Здесь определяются понятия логического закона и логического следования, из которых создаются правила вывода. Использование этих правил гарантирует получение истинного заключения при применении истинных предпосылок. Справедливость этих правил зависит исключительно от их логической формы и никаким образом не зависит от содержания данных рассуждений.
Различные логические теории рассуждений различаются типами анализируемых в них рассуждений, логическими правилами и логическими законами.
По глубине анализа высказываний различают логику высказываний, или пропозициональную логику, и логику предикатов, включающую в себя кванторные теории. В отличие от логики предикатов логика высказываний изучает типы рассуждений, не зависящие от внутренней структуры простых предложений. Логику предикатов первого порядка расширяют логики высшего порядка.

### Законы логики
Закон логики — это общезначимый принцип какой-либо логической теории, формула которого принимает значение «истина» при любых допустимых в этой теории значениях нелогических символов. В логических исчислениях их теоремы, доказуемые с использованием дедуктивных средств исчисления, тоже признаются логическими законами. В традиционной логике было четыре основных логических закона:
- Закон тождества постулирует, что в процессе рассуждения понятия и суждения должны употребляться в одном и том же смысле.[22]
- Закон непротиворечия гласит, что два противоречащих суждения не могут быть одновременно истинными. По крайней мере одно из них ложно.[23]
- Закон достаточного основания говорит о том, что каждое осмысленное выражение (понятие, суждение) может считаться достоверным только в том случае, если оно было доказано, то есть были приведены достаточные основания, в силу которых его можно считать истинным.[24]
- Закон исключённого третьего утверждает, что любое высказывание или истинно, или ложно, третьего не дано.[25]

В некоторых теориях современной логики применимы не все традиционные логические законы.

## Металогика

### Метатеоретические проблемы логики
- Непротиворечивость формализованных теорий.
- Полнота формализованных теорий.
- Разрешимость формализованных теорий.
- Независимость аксиом формализованных теорий.
- Корректность формальной системы.
- Определимость.
- Сравнительный анализ логических теорий.[источник не указан 1899 дней]

### Концепции логики
Концепции логики различаются между собой прежде всего по способам решения метатеоретических проблем логики, связанных с основаниями математики:
- Психологизм.
- Логицизм.
- Формализм (математика).
- Интуиционизм.
- Конструктивная математика.
- Консерватизм (логика).[источник не указан 1899 дней]

## Традиционная логика
Под традиционной логикой понимаются системы дедуктивной логики, не использующие формализованные языки математической логики. Её сущность содержится в силлогистике. Развивалась с IV века до н. э. до конца XIX — начала XX века.

## Классическая математическая логика
Классическая традиционная логика создавалась в первую очередь для нужд математики поэтому её называют также математической логикой.
Классическая логическая теория далеко не совершенна: основное её содержание формулируется на особом, созданном для своих целей языке, использует предметное мышление. В ней не предполагается использование контроля прагматических ошибок, погрешностей, нелинейностей используемых систем отсчёта, пограничных ошибок описания, релятивизма масштабирования (относительность предметов и их пространственных характеристик, к примеру: человек велик относительно муравья, но в то же время мал относительно слона) и т. п. Вследствие чего принято считать нормальным факт наличия в её языке парадоксов и априорных утверждений, кустовых эффектов словаря и т. п.

### Исчисления и логические методы
- Разрешимость.
- Семантическое древо.
- Таблицы Бета.
- Аксиоматика.
- Натуральный вывод.
- Исчисление секвенций.

### Логическая семантика
- Алгебраические семантики.
- Теоретико-множественные семантики.
- Реляционные семантики возможных миров.
- Проблема содержательности семантик логических систем.
- Категорная семантика.
- Теория семантических категорий.[источник не указан 1899 дней]

## Неклассические логики

### Логики, отменяющиезакон исключённого третьего
- Интуиционистская логика.
- Конструктивная логика.
- Логика квантовой механики.

### Многозначные логики
- Многозначная логика.
  - Двузначная логика.
  - Трёхзначная логика.

### Недедуктивные логические теории
- Индуктивная логика.
- Вероятностная логика.
- Логика решений.
- Логика нечётких понятий (логика нечётких множеств, нечёткая логика).
- Аналогия (умозаключение по аналогии).

### Другие неклассические логики
- Деонтическая логика (от др.-греч. δέον — долг и логика; ло́гика норм, нормати́вная ло́гика) — раздел модальной логики. Оперирует понятиями: обязательство, разрешение, норма. «Ты обязан это сделать» («Твой долг это сделать») либо «Ты можешь это сделать».
- Комбинаторная логика — направление математической логики, занимающееся фундаментальными (то есть не нуждающимися в объяснении и не анализируемыми) понятиями и методами формальных логических систем или исчислений.[28][29][уточнить ссылку 1618 дней]
- Категориальная логика .[источник не указан 1899 дней]
- Кондициональная логика (условная логика). Её предмет — истинность условных предложений (в частности, сослагательного наклонения). Логика контрафактических утверждений.[источник не указан 1899 дней]

#### Модальная логика
Мода́льная ло́гика (от лат. modus — способ, мера) — логика, в которой кроме стандартных логических связок, переменных и предикатов есть модальности (модальные операторы, другие названия: модальные понятия, модальные отношения, модальные характеристики, оценки).
Логическая теория является модальной, если:
- она содержит хотя бы три модальных оператора;
- она является надстройкой над логикой ассерторических высказываний;
- квалификации, даваемые сильными её модальностями, несовместимы с квалификациями, даваемыми слабыми её модальностями;
- из простой истинности или ложности высказывания нельзя заключить, какую именно модальную характеристику должна иметь устанавливаемая этим высказыванием связь;
- из квалификации высказывания с помощью слабого модального понятия не следует ни то, что высказывание истинно, ни то, что оно ложно;
- если высказыванию приписана слабая модальная характеристики, то его отрицанию должна быть приписана она же.

## Основные понятия науки логики
Основные понятия, используемые в логике:
- Абстракция
- Адаптация
- Аналогия
- Антиномия
- Аргументация
- Ассоциация
- Гипотеза
- Дедукция
- Доказательство
- Доказуемость
- Законы логики
- Индукция
- Истинность
- Классификация
- Обобщение
- Определение
- Опровержение
- Парадокс
- Паралогия
- Понятие
- Признак
- Семантика
- Силлогизм
- Софизм
- Софистика
- Суждение
- Тавтология
- Теория
- Умозаключение
- Формальный язык

### Исследования
- Гуссерль Э. Логические исследования. Т. 1 // Философия как строгая наука. — Новочеркасск: Сагуна, 1994. — 357 с. — ISBN ISBN 5-7593-0138-1.
- Васильев Н. А. Воображаемая логика. Избранные труды. — Наука, 1989. — 264 с. — 6200 экз. — ISBN 5-02-007946-4.

### Учебная и справочная литература
- Строгович М.С. Логика. — М.: Госполитиздат, 1949. — 363 с.
- Виноградов С. Н., Кузьмин А. Ф. Логика. Учебник для средней школы. М.: 1954
- Гетманова А. Д. Учебник по логике. — М.: Владос, 1995. — 303 с. — ISBN 5-87065-009-7
- Кондаков Н. И. Логический словарь-справочник. — М.: Наука, 1975. — 720 с.
- Кондаков Н. И. Введение в логику. — М.: Наука, 1967 на сайте Руниверс
- Ивлев Ю. В. Учебник логики: Семестровый курс: Учебник. — М.: Дело, 2003. — 208 с — ISBN 5-7749-0317-6
- Бочаров В. А., Маркин В. И. Основы логики: Учебник. — М.: ИНФРА-М, 2001. — 296 с. — ISBN 5-16-000496-3
- Бочаров В. А., Маркин В. И. Глава I. Предмет и основные понятия логики // Основы логики: учебник. — М.: ИНФРА-М, 1998. — С. 224. — 9 с. — ISBN 5-86225-595-8. Архивировано 7 марта 2016 года.
- Ивин А. А. Логика: Учебное пособие. — Изд. 2-е. — М.: Знание, 1998. — (На портале «Философия в России»; [yanko.lib.ru/books/philosoph/ivin-logika.htm на сайте Славы Янко])
- Ивин А. А., Никифоров А. Л. [yanko.lib.ru/books/dictionary/slovar-po-logike.htm Словарь по логике] — М.: Туманит, ВЛАДОС, 1997. — 384 с — ISBN 5-691-00099-3.
- Горский Д. П. Логика: Учебное пособие для педагогических училищ.  (недоступная ссылка) — Изд. 3-е. — М.: Учпедгиз, 1961. — 160 с.
- Челпанов Г. И. Учебник логики. — М., 1994.
- Формальная логика / Под ред.  И. Я. Чупахина, И. Н. Бродского. — Л.: ЛГУ, 1977. — 357 с.
- Кондаков Н. И. Логический словарь. — М.: Наука, 1971. — 658 с.